# 막시밀리안 셸
막시밀리안 셸(Maximilian Schell, 1930년 12월 8일 ~ 2014년 2월 1일)은 스위스의 배우이다.

## 출연 작품
- 잔 다르크 (1999)
- 딥 임팩트 (1998)
- 블랙홀 (1979)
- 철십자 훈장 (1977)
- 머나먼 다리 (1977)
- 카운터포인트 (1968)
- 하이디 (1968)